# I liga urugwajska w piłce nożnej (2010/2011)
Mistrzem Urugwaju w sezonie 2010/11 został mistrz turnieju Clausura, klub Club Nacional de Football, natomiast wicemistrzem został mistrz turnieju Apertura – Defensor Sporting. O tym, które kluby będą reprezentować futbol urugwajski w międzynarodowych pucharach zadecydowała tabela sumaryczna.
- do Copa Libertadores w roku 2012 zakwalifikowały się trzy kluby: Club Nacional de Football (mistrz Urugwaju), Defensor Sporting (wicemistrz Urugwaju) i CA Peñarol (trzeci w tabeli sumarycznej).
- do Copa Sudamericana w roku 2011 zakwalifikowały się trzy kluby: Club Nacional de Football (mistrz Urugwaju), Fénix Montevideo (4 w tabeli sumarycznej) i CA Bella Vista (5 w tabeli sumarycznej).

Z ligi spadły następujące kluby: Central Español Montevideo, Tacuarembó i Miramar Miramar Misiones z powodu najgorszej średniej z sezonów 2009/10 i 2010/11. Na ich miejsce awansowały trzy najlepsze kluby drugoligowe: Rentistas Montevideo (mistrz drugiej ligi), Cerrito Montevideo (wicemistrz drugiej ligi) i Cerro Largo Melo (zwycięstwo w turnieju barażowym).

## Torneo Apertura 2010/11

### Apertura 1
| Data             | Mecz |
| ---------------- | --- |
| 21 sierpnia 2010 | Fénix Montevideo – Tacuarembó 1:1 Luciano Cardinali 54k – Luis Enrique Machado 31k                                                        |
| 21 sierpnia 2010 | Central Español Montevideo – CA Bella Vista 0:1 Federico Martín Rodríguez 62                                                              |
| 22 sierpnia 2010 | Liverpool Montevideo – Rampla Juniors 3:1 Hernán Figueredo 70, Diego Vera 73, Juan Álvez 75 – Néstor Emanuel Moiraghi 50                  |
| 22 sierpnia 2010 | El Tanque Sisley Montevideo – Racing Montevideo 1:0 Maximiliano Callorda 48                                                               |
| 22 sierpnia 2010 | CA Cerro – Danubio FC 0:0 |
| 25 sierpnia 2010 | River Plate Montevideo – Defensor Sporting 1:1 Jorge Zambrana 30 – Rodrigo Mora 39                                                        |
| 25 sierpnia 2010 | Montevideo Wanderers – Club Nacional de Football 1:1 Gastón Puerari 47 – Mauricio Ernesto Pereyra 60                                      |
| 9 września 2010  | CA Peñarol – Miramar Miramar Misiones 3:1 Diego Martín Alonso 28k, Alejandro Martinuccio 46, Mathías Corujo 62 – Leonardo Andrés Medina 9 |

### Apertura 2
| Data             | Mecz |
| ---------------- | --- |
| 28 sierpnia 2010 | Central Español Montevideo – CA Cerro 0:0                                                                                |
| 28 sierpnia 2010 | Racing Montevideo – Miramar Miramar Misiones 1:2 Gonzalo Viera 75s – Diego Martín Scotti 20, 49                          |
| 28 sierpnia 2010 | Danubio FC – CA Bella Vista 2:0 Diego Rafael Perrone 9, Daley Mena 90+2                                                  |
| 29 sierpnia 2010 | Rampla Juniors – River Plate Montevideo 0:1 Federico Puppo 31                                                            |
| 29 sierpnia 2010 | Defensor Sporting – Liverpool Montevideo 3:0 Ignacio Risso Thomasset 34, Rodrigo Mora 55, 75k                            |
| 29 sierpnia 2010 | Tacuarembó – El Tanque Sisley Montevideo 1:2 Café 35 – Sebastián Gaitán 45, 65                                           |
| 29 sierpnia 2010 | Club Nacional de Football – Fénix Montevideo 0:3 Maximiliano Daniel Pérez 51, Luciano Cardinali 54, Matías Mier 72       |
| 22 września 2010 | CA Peñarol – Montevideo Wanderers 2:1 Guillermo Daniel Rodríguez 14, Alejandro Martinuccio 57 – Ronald Andrés Ramírez 31 |

### Apertura 3
| Data                | Mecz |
| ------------------- | --- |
| 4 września 2010     | Miramar Miramar Misiones – Danubio FC 1:2 Leonardo Andrés Medina 90 – Diego Giménez 47, Diego Rafael Perrone 60                                       |
| 4 września 2010     | CA Bella Vista – Rampla Juniors 3:2 Martín Bonjour 11s, Ignacio Nicolini 47, Daniel Eduardo Baldi 90+3 – Néstor Emanuel Moiraghi 27, Matías Britos 83 |
| 4 września 2010     | El Tanque Sisley Montevideo – Club Nacional de Football 1:1 Santiago Damián García 56 – Juan Manuel Morales 34k                                       |
| 5 września 2010     | Montevideo Wanderers – Tacuarembó 2:0 Maximiliano Rodríguez Maeso 40, Gastón Puerari 71                                                               |
| 5 września 2010     | Liverpool Montevideo – Racing Montevideo 1:0 Elías Ricardo Figueroa 40                                                                                |
| 5 września 2010     | River Plate Montevideo – Central Español Montevideo 1:3 Federico Puppo 77 – César Ceballos 21k, Andrés Pablo Fernández 31, Francisco Usúcar 33        |
| 5 września 2010     | Fénix Montevideo – CA Peñarol 2:2 Nicolás Vigneri 74, Gerardo Varela 90+1 – Diego Martín Alonso 53k, Alejandro Martinuccio 59                         |
| 6 października 2010 | Defensor Sporting – CA Cerro 2:0 Diego de Souza Carballo 38k, 43                                                                                      |

### Apertura 4
| Data             | Mecz |
| ---------------- | --- |
| 18 września 2010 | Racing Montevideo – River Plate Montevideo 2:0 Christian Jonatan Ortíz 29, Jean Pierre Barrientos 90                                         |
| 18 września 2010 | CA Peñarol – El Tanque Sisley Montevideo 0:0                                                                                                 |
| 19 września 2010 | Central Español Montevideo – Miramar Miramar Misiones 0:1 Federico Fernández Pearce 90+3                                                     |
| 19 września 2010 | Rampla Juniors – CA Cerro 0:0 |
| 19 września 2010 | Danubio FC – Fénix Montevideo 1:0 Ánderson Gonzaga 55k                                                                                       |
| 19 września 2010 | Defensor Sporting – Montevideo Wanderers 1:2 Diego de Souza Carballo 36k – Edison Eliazer Torres 39, 62                                      |
| 19 września 2010 | Tacuarembó – Liverpool Montevideo 3:2 Cristian Martín Rodríguez 19s, Mariano Rubbo 80, Matías dos Santos 87 – Johnatan Blanes, Diego Vera 60 |
| 19 września 2010 | Club Nacional de Football – CA Bella Vista 1:0 Santiago Damián García 57                                                                     |

### Apertura 5
| Data                 | Mecz |
| -------------------- | --- |
| 25 września 2010     | River Plate Montevideo – Tacuarembó 2:0 Pablo Fernando Olivera 22, 61 |
| 25 września 2010     | Fénix Montevideo – Central Español Montevideo 0:1 Gastón Machado 8 |
| 25 września 2010     | Miramar Miramar Misiones – Club Nacional de Football 2:4 Diego Martín Scotti 21, Leonardo Andrés Medina 75 – Santiago Damián García 7, 19, Cristian Núñez 71, Horacio Peralta 76 |
| 26 września 2010     | CA Cerro – Racing Montevideo 1:1 Ricardo Queiro 54 – Christian Jonatan Ortíz 71                                                                                                  |
| 26 września 2010     | Liverpool Montevideo – Danubio FC 1:1 Andrés Rodales 65k – Mathías Riquero 90+3                                                                                                  |
| 26 września 2010     | Montevideo Wanderers – Rampla Juniors 2:0 Ronald Andrés Ramírez 11, Gastón Puerari 37                                                                                            |
| 26 września 2010     | CA Bella Vista – CA Peñarol 1:2 Ignacio Nicolini 67k – Fabián Estoyanoff 42, Gerardo Alcoba 51                                                                                   |
| 12 października 2010 | Defensor Sporting – El Tanque Sisley Montevideo 3:1 Rodrigo Mora 54, 57, Adrián Nicolás Luna 68 – Juan Martín Morales 38k                                                        |

### Apertura 6
| Data                | Mecz |
| ------------------- | --- |
| 2 października 2010 | Racing Montevideo – Montevideo Wanderers 0:2 Ronald Andrés Ramírez 10, Javier Cabrera 79 |
| 2 października 2010 | Defensor Sporting – CA Bella Vista 1:2 Walter Fernando Ibáñez 50 – Sebastián Palermo 83, Federico Martín Rodríguez 90 |
| 2 października 2010 | CA Peñarol – CA Cerro 2:1 Alejandro Martinuccio 68, Diego Martín Alonso 86 – Álvaro Alejandro Mello 6 |
| 3 października 2010 | Danubio FC – River Plate Montevideo 1:2 Luciano Emilio 61k – Federico Puppo 83, Pablo Fernando Olivera 88 |
| 3 października 2010 | Tacuarembó – Miramar Miramar Misiones 1:1 Luis Enrique Machado 86k – Leonardo Andrés Medina 61 |
| 3 października 2010 | Rampla Juniors – Fénix Montevideo 2:2 Willinton Techera 26, Alfredo Nicolás Guevara 45k – Fernando Sellanes 30, Martín Cardozo 36                                                                                            |
| 3 października 2010 | Central Español Montevideo – El Tanque Sisley Montevideo 3:5 Gastón Machado 63, Nicolás Nicolay 80, Diego Andrés Martiñones 83 – Sebastián Gaitán 23, 46, Leonardo Novo 39, Maximiliano Callorda 40, Pablo Roberto Munhoz 64 |
| 3 października 2010 | Club Nacional de Football – Liverpool Montevideo 0:0 |

### Apertura 7
| Data                 | Mecz |
| -------------------- | --- |
| 9 października 2010  | Liverpool Montevideo – Central Español Montevideo 2:2 Cristian Martín Rodríguez 58, Diego Vera 74 – Gabriel Alcoba 33, Diego Andrés Martiñones 45 |
| 9 października 2010  | Miramar Miramar Misiones – Defensor Sporting 0:1 Diego Martín Rodríguez 21                                                                        |
| 9 października 2010  | River Plate Montevideo – CA Peñarol 2:1 Federico Puppo 32, Mario Rizotto 45 – Antonio Pacheco D’Agosti 88k                                        |
| 9 października 2010  | Fénix Montevideo – Racing Montevideo 1:1 Maximiliano Daniel Pérez 76 – Jean Pierre Barrientos 24k                                                 |
| 10 października 2010 | El Tanque Sisley Montevideo – Rampla Juniors 3:2 Antonio Nicolás Fernández 26, Maximiliano Callorda 36, 50 – Alfredo Nicolás Guevara 40, 90       |
| 10 października 2010 | CA Bella Vista – Tacuarembó 3:2 Federico Martín Rodríguez 19, 37, Santiago Tabaré López 26 – Aldo Fabián Díaz 53k, Gonzalo Píriz 60               |
| 10 października 2010 | Montevideo Wanderers – Danubio FC 1:1 Emiliano Tellechea 87 – Matías Omar Pérez 90                                                                |
| 10 października 2010 | CA Cerro – Club Nacional de Football 4:1 Pablo Antonio Pallante 2, Pablo Eduardo Caballero 32k, 90+3, Omar Mario Pérez 45+1 – Matías Cabrera 76   |

### Apertura 8
| Data                 | Mecz |
| -------------------- | --- |
| 16 października 2010 | CA Cerro – River Plate Montevideo 0:0 |
| 16 października 2010 | Fénix Montevideo – Miramar Miramar Misiones 2:1 Hernán Novick 36, Santiago Tabárez 83 – Sebastián Mauricio Fernández 19                   |
| 16 października 2010 | Danubio FC – Defensor Sporting 1:1 Pablo Míguez 40 – Rodrigo Mora 59                                                                      |
| 17 października 2010 | El Tanque Sisley Montevideo – Montevideo Wanderers 1:1 Maximiliano Callorda 26 – Edison Eliazer Torres 33                                 |
| 17 października 2010 | Liverpool Montevideo – CA Bella Vista 1:1 Hernán Figueredo 90+1 – Jonathan Alexis Pérez 36                                                |
| 17 października 2010 | Rampla Juniors – Central Español Montevideo 2:2 Alfredo Nicolás Guevara 35, Néstor Emanuel Moiraghi 43 – Diego Andrés Martiñones 53, 90+3 |
| 17 października 2010 | Racing Montevideo – Club Nacional de Football 2:2 Erardo Danilo Cóccaro 35, Federico Gómez 71 – Santiago Damián García 53k, 77            |
| 27 października 2010 | CA Peñarol – Tacuarembó 5:1 Marcelo Sosa 18, 73, Cristian Mejía 23, 26, Diego Martín Alonso 31 – Aldo Fabián Díaz 55                      |

### Apertura 9
| Data                 | Mecz |
| -------------------- | --- |
| 23 października 2010 | Miramar Miramar Misiones – CA Cerro 1:1 Leonardo Andrés Medina 75 – Jonathan Soto 83                                                                 |
| 23 października 2010 | Montevideo Wanderers – Fénix Montevideo 2:2 Maximiliano Rodríguez Maeso 36, Emiliano Tellechea 64 – Maximiliano Bajter 80, Nicolás Vigneri 85        |
| 23 października 2010 | Club Nacional de Football – Tacuarembó 3:0 Santiago Damián García 38k, 45, Martín Cauteruccio 78k                                                    |
| 24 października 2010 | River Plate Montevideo – Liverpool Montevideo 1:2 Gustavo Javier Biscayzacú 25 – Néstor Fabián Silva 58, Diego Vera 79                               |
| 24 października 2010 | CA Bella Vista – El Tanque Sisley Montevideo 1:2 Santiago Tabaré López 8 – Rodrigo Sanguinetti 65, Washington Camacho 73                             |
| 24 października 2010 | Central Español Montevideo – Racing Montevideo 1:1 Sergio Alejandro Pérez 36 – Jean Pierre Barrientos 37                                             |
| 24 października 2010 | Defensor Sporting – Rampla Juniors 4:1 Adrián Nicolás Luna 52, Lucero Álvarez 59s, Rodrigo Mora 83, Ignacio Risso Thomasset 90+4k – Matías Britos 18 |
| 24 października 2010 | CA Peñarol – Danubio FC 1:0 Diego Martín Alonso 5 |

### Apertura 10
| Data                 | Mecz |
| -------------------- | --- |
| 30 października 2010 | Central Español Montevideo – Montevideo Wanderers 2:1 Gastón Bueno 18, Sergio Alejandro Pérez 30 – Gastón Puerari 5                                                             |
| 30 października 2010 | Rampla Juniors – Miramar Miramar Misiones 2:0 Alfredo Nicolás Guevara 57k, 88k                                                                                                  |
| 30 października 2010 | Club Nacional de Football – River Plate Montevideo 6:1 Martín Cauteruccio 49, 76, Santiago Damián García 63, 69, Julián Perujo 81, Cristian Núñez 88 – Federico Puppo 31        |
| 31 października 2010 | Defensor Sporting – Fénix Montevideo 5:1 Ignacio Risso Thomasset 7, Eduardo Aranda 33, Rodrigo Mora 59k, Diego de Souza Carballo 70, Miguel Ángel Amado 86 – Nicolás Vigneri 62 |
| 31 października 2010 | Racing Montevideo – CA Bella Vista 1:2 Danny Gabriel Tejera 62 – Santiago Tabaré López 16, Federico Martín Rodríguez 40                                                         |
| 31 października 2010 | Tacuarembó – CA Cerro 0:1 Álvaro Alejandro Mello 58 |
| 31 października 2010 | Danubio FC – El Tanque Sisley Montevideo 2:0 Mathías Riquero 6, Daley Mena 83                                                                                                   |
| 31 października 2010 | CA Peñarol – Liverpool Montevideo 1:2 Cristian Palacios 83 – Néstor Fabián Silva 40, David Michel Acosta 52                                                                     |

### Apertura 11
| Data             | Mecz |
| ---------------- | --- |
| 6 listopada 2010 | Racing Montevideo – Defensor Sporting 0:3 Eduardo Aranda 9, Ignacio Risso Thomasset 62, Rodrigo Mora 65                                          |
| 6 listopada 2010 | Fénix Montevideo – CA Cerro 4:0 Santiago Tabárez 45+2, Nicolás Vigneri 80, Maximiliano Daniel Pérez 87k, Maximiliano Bajter 90+4k                |
| 6 listopada 2010 | CA Peñarol – Rampla Juniors 1:1 Darío Rodríguez 66 – Alfredo Nicolás Guevara 61                                                                  |
| 7 listopada 2010 | El Tanque Sisley Montevideo – Liverpool Montevideo 1:1 Sebastián Gaitán 20 – Diego Vera 74                                                       |
| 7 listopada 2010 | Miramar Miramar Misiones – River Plate Montevideo 1:1 Héctor Acuña 90+2 – Flavio Córdoba 26                                                      |
| 7 listopada 2010 | Tacuarembó – Danubio FC 0:3 Álvaro Recoba 21, Gastón Giménez 58, Daley Mena 90+2                                                                 |
| 7 listopada 2010 | Montevideo Wanderers – CA Bella Vista 0:2 Federico Martín Rodríguez 9, José Pablo Varela 88                                                      |
| 7 listopada 2010 | Central Español Montevideo – Club Nacional de Football 1:3 Gastón Machado 21 – Horacio Peralta 3, Sebastián Coates 30, Santiago Damián García 63 |

### Apertura 12
| Data              | Mecz |
| ----------------- | --- |
| 13 listopada 2010 | CA Bella Vista – Miramar Miramar Misiones 3:2 Federico Martín Rodríguez 2, Javier Antonio Tetes 84, Ignacio Nicolini 88k – Leonardo Andrés Medina 66, Héctor Acuña 72 |
| 13 listopada 2010 | Rampla Juniors – Tacuarembó 1:0 Richard Darío Núñez 73k |
| 13 listopada 2010 | Danubio FC – Racing Montevideo 2:0 Ánderson Gonzaga 75, Mathías Jones 89                                                                                              |
| 13 listopada 2010 | CA Cerro – Montevideo Wanderers 1:1 Emiliano García 70 – Edison Eliazer Torres 10k                                                                                    |
| 13 listopada 2010 | Defensor Sporting – Central Español Montevideo 1:1 Damián Suárez 33 – Guillermo Firpo 90+2                                                                            |
| 14 listopada 2010 | Liverpool Montevideo – Fénix Montevideo 2:1 Diego Vera 28, Julián Lalinde 88 – Maximiliano Daniel Pérez 90+1                                                          |
| 14 listopada 2010 | River Plate Montevideo – El Tanque Sisley Montevideo 1:2 Jonathan Ramírez 88 – Sebastián Gaitán 4, Franco Junior Aliberti 83                                          |
| 14 listopada 2010 | Club Nacional de Football – CA Peñarol 0:0 |

### Apertura 13
| Data              | Mecz |
| ----------------- | --- |
| 20 listopada 2010 | CA Bella Vista – Fénix Montevideo 0:0                                                                           |
| 20 listopada 2010 | Rampla Juniors – Racing Montevideo 1:1 Martín Bonjour 13 – Erardo Danilo Cóccaro 5                              |
| 20 listopada 2010 | CA Peñarol – Defensor Sporting 0:1 Ignacio Risso Thomasset 28                                                   |
| 21 listopada 2010 | Montevideo Wanderers – River Plate Montevideo 1:2 Gastón Puerari 5 – Brian Lugo 10, Janderson Pereira 40        |
| 21 listopada 2010 | El Tanque Sisley Montevideo – CA Cerro 0:2 Jonathan Soto 72, 89                                                 |
| 21 listopada 2010 | Liverpool Montevideo – Miramar Miramar Misiones 0:0                                                             |
| 21 listopada 2010 | Central Español Montevideo – Tacuarembó 1:0 Sergio Alejandro Pérez 78                                           |
| 21 listopada 2010 | Club Nacional de Football – Danubio FC 2:1 Santiago Damián García 15, Diego Cháves 59k – Damián Malrrechaufe 78 |

### Apertura 14
| Data              | Mecz |
| ----------------- | --- |
| 27 listopada 2010 | CA Cerro – CA Bella Vista 2:4 Omar Mario Pérez 77, Emiliano García 90+4 – Federico Martín Rodríguez 3, 72k, Ignacio Nicolini 38k, Daniel Eduardo Baldi 89 |
| 27 listopada 2010 | River Plate Montevideo – Fénix Montevideo 1:2 Federico Puppo 57 – Hernán Novick 32, Martín Cardozo 67                                                     |
| 27 listopada 2010 | Defensor Sporting – Club Nacional de Football 1:2 Rodrigo Mora 28 – Matías Cabrera 2, Santiago Damián García 34                                           |
| 28 listopada 2010 | Miramar Miramar Misiones – El Tanque Sisley Montevideo 0:1 Maximiliano Callorda 75                                                                        |
| 28 listopada 2010 | Danubio FC – Rampla Juniors 3:3 Diego Rafael Perrone 45+2, Ánderson Gonzaga 70, 73 – Martín Bonjour 1, Matías Britos 15, 69                               |
| 28 listopada 2010 | Tacuarembó – Racing Montevideo 0:2 Jean Pierre Barrientos 10, Darío Larrosa 46                                                                            |
| 28 listopada 2010 | Liverpool Montevideo – Montevideo Wanderers 0:2 Emiliano Tellechea 16, Edison Eliazer Torres 90k                                                          |
| 28 listopada 2010 | Central Español Montevideo – CA Peñarol 2:3 Diego Andrés Martiñones 81, 85 – Diego Martín Alonso 54, 83, 90+2                                             |

### Apertura 15
| Data           | Mecz |
| -------------- | --- |
| 4 grudnia 2010 | Danubio FC – Central Español Montevideo 4:2 Ánderson Gonzaga 1, Diego Rafael Perrone 28, Damián Malrrechaufe 69, Matías Omar Pérez 83 – Diego Andrés Martiñones 5, Diego Riolfo 34 |
| 4 grudnia 2010 | CA Cerro – Liverpool Montevideo 2:1 Omar Mario Pérez 25k, 50 – Carlos Macchi 37 |
| 4 grudnia 2010 | Montevideo Wanderers – Miramar Miramar Misiones 1:1 Emiliano Tellechea 35 – Diego Martín Scotti 90+1                                                                               |
| 4 grudnia 2010 | Racing Montevideo – CA Peñarol 2:1 Federico Gómez 16, Diego Gerardo Seoane 71 – Diego Martín Alonso 81                                                                             |
| 5 grudnia 2010 | Fénix Montevideo – El Tanque Sisley Montevideo 0:1 Pablo Roberto Munhoz 35 |
| 5 grudnia 2010 | Tacuarembó – Defensor Sporting 1:3 Álvaro Sebastián Sánchez 17 – Rodrigo Mora 30, Diego de Souza Carballo 37, César David Texeira 73                                               |
| 5 grudnia 2010 | CA Bella Vista – River Plate Montevideo 1:0 Federico Martín Rodríguez 32 |
| 5 grudnia 2010 | Rampla Juniors – Club Nacional de Football 1:2 Rafael García Casanova 9 – Santiago Damián García 14, 81                                                                            |

### Tabela końcowa Apertura 2010/11
| Poz | Klub                        | Mecze | Zw | Rem | Por | Pkt | BrZd | BrStr |
| --- | --------------------------- | ----- | -- | --- | --- | --- | ---- | ----- |
| 1   | Defensor Sporting           | 15    | 9  | 3   | 3   | 30  | 31   | 13    |
| 2   | Club Nacional de Football   | 15    | 8  | 5   | 2   | 29  | 28   | 18    |
| 3   | CA Bella Vista              | 15    | 9  | 2   | 4   | 29  | 24   | 18    |
| 4   | El Tanque Sisley Montevideo | 15    | 8  | 4   | 3   | 28  | 21   | 18    |
| 5   | Danubio FC                  | 15    | 7  | 5   | 3   | 26  | 24   | 14    |
| 6   | CA Peñarol                  | 15    | 7  | 4   | 4   | 25  | 24   | 17    |
| 7   | Montevideo Wanderers        | 15    | 5  | 6   | 4   | 21  | 20   | 16    |
| 8   | Liverpool Montevideo        | 15    | 5  | 6   | 4   | 21  | 18   | 19    |
| 9   | CA Cerro                    | 15    | 4  | 7   | 4   | 19  | 15   | 17    |
| 10  | Fénix Montevideo            | 15    | 4  | 6   | 5   | 18  | 21   | 20    |
| 11  | River Plate Montevideo      | 15    | 5  | 3   | 7   | 18  | 16   | 23    |
| 12  | Central Español Montevideo  | 15    | 4  | 5   | 6   | 17  | 21   | 25    |
| 13  | Racing Montevideo           | 15    | 3  | 5   | 7   | 14  | 14   | 20    |
| 14  | Rampla Juniors              | 15    | 2  | 6   | 7   | 12  | 19   | 27    |
| 15  | Miramar Miramar Misiones    | 15    | 2  | 5   | 8   | 11  | 14   | 23    |
| 16  | Tacuarembó                  | 15    | 1  | 2   | 12  | 5   | 10   | 32    |

## Torneo Clausura 2010/11

### Clausura 1
| Data          | Mecz |
| ------------- | --- |
| 5 lutego 2011 | Danubio FC – CA Cerro 1:0 Álvaro Recoba 67k |
| 5 lutego 2011 | Club Nacional de Football – Montevideo Wanderers 1:1 Matías Quagliotti 64s – Matías Quagliotti 90                                              |
| 5 lutego 2011 | Defensor Sporting – River Plate Montevideo 4:1 Eduardo Aranda 24, César David Texeira 61, Brahian Alemán 72, Jhon Pírez 90 – Jorge Zambrana 29 |
| 5 lutego 2011 | Tacuarembó – Fénix Montevideo 3:0 Claudio Inella 55, Álvaro Sebastián Sánchez 65, Alberto Sebastián García 81                                  |
| 6 lutego 2011 | CA Bella Vista – Central Español Montevideo 1:1 José Pablo Varela 43 – Gabriel Alcoba 65                                                       |
| 6 lutego 2011 | Rampla Juniors – Liverpool Montevideo 1:1 Marcelo Broli 60 – Emiliano Alfaro 7                                                                 |
| 6 lutego 2011 | Racing Montevideo – El Tanque Sisley Montevideo 2:1 Líber Quiñones 36, 59 – Antoine Helha 90                                                   |
| 6 lutego 2011 | CA Peñarol – Miramar Miramar Misiones 0:3 Sebastián Mauricio Fernández 28, Andrés Walter Rodríguez 81, Diego Fernández González 84             |

### Clausura 2
| Data           | Mecz |
| -------------- | --- |
| 11 lutego 2011 | Fénix Montevideo – Club Nacional de Football 2:1 Román Marcelo Cuello 48, Fernando Sellanes 90+3 – Richard Aníbal Porta 15                          |
| 12 lutego 2011 | Liverpool Montevideo – Defensor Sporting 1:2 Alfredo Nicolás Guevara 38 – Ignacio Risso Thomasset 84, Eduardo Aranda 89                             |
| 12 lutego 2011 | Miramar Miramar Misiones – Racing Montevideo 1:1 Gonzalo Viera 14 – Líber Quiñones 52                                                               |
| 13 lutego 2011 | River Plate Montevideo – Rampla Juniors 1:2 Jorge Zambrana 15 – Julián Lalinde 49, Marcelo Broli 52                                                 |
| 13 lutego 2011 | CA Bella Vista – Danubio FC 4:1 Santiago Tabaré López 14, José Pablo Varela 32, Jonathan Alexis Pérez 73, José Ricardo Asqueta 81 – Pablo Míguez 25 |
| 13 lutego 2011 | El Tanque Sisley Montevideo – Tacuarembó 0:1 Aldo Fabián Díaz 34                                                                                    |
| 13 lutego 2011 | CA Cerro – Central Español Montevideo 1:5 Matías Damián Alonso 71 – Cristian Palacios 18, 76, Darwin Ramírez 17, 24, Gastón Bueno 60                |
| 13 lutego 2011 | Montevideo Wanderers – CA Peñarol 1:2 Walter Guglielmone 52 – Luis Aguiar 53, Juan Manuel Olivera 57                                                |

### Clausura 3
| Data           | Mecz |
| -------------- | --- |
| 19 lutego 2011 | Central Español Montevideo – River Plate Montevideo 2:0 Sergio Souza 44, Cristian Palacios 69                                                                                   |
| 19 lutego 2011 | CA Peñarol – Fénix Montevideo 1:1 Juan Manuel Olivera 9 – Maximiliano Bajter 81                                                                                                 |
| 19 lutego 2011 | Tacuarembó – Montevideo Wanderers 2:1 Gastón Colman 75, Aldo Fabián Díaz 77 – Maximiliano Rodríguez Maeso 37                                                                    |
| 20 lutego 2011 | Racing Montevideo – Liverpool Montevideo 1:1 Diego Cardozo 40 – Maureen Javier Franco 83k                                                                                       |
| 20 lutego 2011 | Danubio FC – Miramar Miramar Misiones 5:2 Ánderson Gonzaga 15, Diego Rafael Perrone 78, 88, Álvaro Recoba 80, 85 – Diego Fernández González 31, Sebastián Mauricio Fernández 59 |
| 20 lutego 2011 | Rampla Juniors – CA Bella Vista 1:0 Richard Darío Núñez 5 |
| 20 lutego 2011 | CA Cerro – Defensor Sporting 2:1 Pablo Antonio Pallante 2, Pablo Eduardo Caballero 35 – Ignacio Risso Thomasset 40                                                              |
| 29 marca 2011  | Club Nacional de Football – El Tanque Sisley Montevideo 5:2 Bruno Fornaroli 24, 85k, Santiago Damián García 38, 40, Tabaré Viudez 46 – Jorge Gabriel Álvez 16, Fabián Coelho 66 |

### Clausura 4
| Data           | Mecz |
| -------------- | --- |
| 26 lutego 2011 | CA Cerro – Rampla Juniors 1:1 Pablo Antonio Pallante 8 – Julián Lalinde 55                                                                                    |
| 26 lutego 2011 | Miramar Miramar Misiones – Central Español Montevideo 0:1 Cristian Palacios 49                                                                                |
| 26 lutego 2011 | Fénix Montevideo – Danubio FC 1:0 Juan Manuel Ortíz Prieto 72                                                                                                 |
| 27 lutego 2011 | Montevideo Wanderers – Defensor Sporting 0:1 Ramón Gines Arias 87                                                                                             |
| 27 lutego 2011 | River Plate Montevideo – Racing Montevideo 1:4 Alexander Jesús Medina 46 – Federico Gómez 57, 79, Jean Pierre Barrientos 66k, Gonzalo Aguilar 90+2            |
| 27 lutego 2011 | Liverpool Montevideo – Tacuarembó 3:0 Emiliano Alfaro 30, Elías Ricardo Figueroa 74, Carlos Rodrigo Núñez 90+1                                                |
| 27 lutego 2011 | CA Bella Vista – Club Nacional de Football 0:1 Santiago Damián García 57                                                                                      |
| 23 marca 2011  | El Tanque Sisley Montevideo – CA Peñarol 2:4 Antoine Helha 43, 59 – Jonathan Urretaviscaya 19, Matías Mier 57, Juan Manuel Olivera 85, Diego Martín Alonso 87 |

### Clausura 5
| Data         | Mecz |
| ------------ | --- |
| 5 marca 2011 | Rampla Juniors – Montevideo Wanderers 1:4 Maximiliano Arias 67 – Walter Guglielmone 4, Maximiliano Rodríguez Maeso 61k                                                |
| 5 marca 2011 | El Tanque Sisley Montevideo – Defensor Sporting 0:1 Mauro Adrián Vila 78                                                                                              |
| 5 marca 2011 | CA Peñarol – CA Bella Vista 2:1 Antonio Pacheco D’Agosti 16, Guillermo Daniel Rodríguez 87 – Esteban Maga 71                                                          |
| 6 marca 2011 | Danubio FC – Liverpool Montevideo 3:2 Ánderson Gonzaga 9k, Mauricio Damián Felipe 20s, Álvaro Fabián González 50 – Elías Ricardo Figueroa 17, Carlos Rodrigo Núñez 84 |
| 6 marca 2011 | Racing Montevideo – CA Cerro 1:2 Darío Larrosa 88k – Omar Mario Pérez 43, Fabián Trujillo 49                                                                          |
| 6 marca 2011 | Central Español Montevideo – Fénix Montevideo 1:1 Cristian Palacios 80 – Maximiliano Daniel Pérez 9                                                                   |
| 6 marca 2011 | Club Nacional de Football – Miramar Miramar Misiones 3:1 Tabaré Viudez 77, Jonathan Charquero 83, Marcelo Gallardo 90+1 – Angelo Paleso 50                            |
| 7 marca 2011 | Tacuarembó – River Plate Montevideo 2:1 Alberto Sebastián García 80, Gastón Colman 86 – Pablo Fernando Olivera 73                                                     |

### Clausura 6
| Data          | Mecz |
| ------------- | --- |
| 12 marca 2011 | Montevideo Wanderers – Racing Montevideo 0:1 Jean Pierre Barrientos 1                                                    |
| 12 marca 2011 | Fénix Montevideo – Rampla Juniors 3:0 Maximiliano Daniel Pérez 45, 77, Román Marcelo Cuello 68                           |
| 12 marca 2011 | Liverpool Montevideo – Club Nacional de Football 0:2 Santiago Damián García 8, Richard Aníbal Porta 67                   |
| 13 marca 2011 | El Tanque Sisley Montevideo – Central Español Montevideo 1:0 Antoine Helha 54                                            |
| 13 marca 2011 | CA Bella Vista – Defensor Sporting 1:1 Agustín Viana 63 – Ignacio Risso Thomasset 32                                     |
| 13 marca 2011 | River Plate Montevideo – Danubio FC 3:1 Federico Puppo 23, Fernando Correa 51k, Jonathan Ramírez 75 – Sebastián Píriz 46 |
| 13 marca 2011 | Miramar Miramar Misiones – Tacuarembó 1:0 Leonardo Andrés Medina 48                                                      |
| 13 marca 2011 | CA Cerro – CA Peñarol 0:2 Antonio Pacheco D’Agosti 61, Alejandro Martinuccio 69                                          |

### Clausura 7
| Data          | Mecz |
| ------------- | --- |
| 19 marca 2011 | Rampla Juniors – El Tanque Sisley Montevideo 4:2 Álvaro Darío Alonso 4, Julián Lalinde 43, Richard Darío Núñez 48k, Matías Britos 90 – Fabián Coelho 50, Antonio Nicolás Fernández 88 |
| 19 marca 2011 | Defensor Sporting – Miramar Miramar Misiones 2:0 Ignacio Risso Thomasset 23, César David Texeira 42                                                                                   |
| 19 marca 2011 | Tacuarembó – CA Bella Vista 1:2 Marcelo Martusciello 45s – Leandro Rodrigo Silva 10, Marcelo Martusciello 67                                                                          |
| 20 marca 2011 | Racing Montevideo – Fénix Montevideo 2:4 Darío Larrosa 81, 87 – Román Marcelo Cuello 39, Maximiliano Daniel Pérez 49, 59, Luciano Cardinali 65                                        |
| 20 marca 2011 | Danubio FC – Montevideo Wanderers 0:0 |
| 20 marca 2011 | Central Español Montevideo – Liverpool Montevideo 1:2 Andrés Pablo Fernández 71 – Michel Acosta 17, Martín Bonjour 85                                                                 |
| 20 marca 2011 | Club Nacional de Football – CA Cerro 3:0 Richard Aníbal Porta 29, 66, Santiago Damián García 86                                                                                       |
| 15 maja 2011  | CA Peñarol – River Plate Montevideo 1:4 Jonathan Urretaviscaya 30 – Paulo Vinícius Souza 43, José María Franco 53k, Jonathan Ramírez 77, 81                                           |

### Clausura 8
| Data            | Mecz |
| --------------- | --- |
| 2 kwietnia 2011 | Miramar Miramar Misiones – Fénix Montevideo 0:1 Martín Cardozo 83 |
| 2 kwietnia 2011 | River Plate Montevideo – CA Cerro 3:4 Alexander Jesús Medina 45+1, Jonathan Ramírez 62, Federico Puppo 83 – Martín Icart 36, Andrés Ravecca 66, Omar Mario Pérez 75, Matías Damián Alonso 88 |
| 2 kwietnia 2011 | Defensor Sporting – Danubio FC 1:1 César David Texeira 38 – Pablo Míguez 47 |
| 2 kwietnia 2011 | Club Nacional de Football – Racing Montevideo 3:0 Santiago Damián García 65, Marcelo Gallardo 81, Jonathan Charquero 83                                                                      |
| 3 kwietnia 2011 | Central Español Montevideo – Rampla Juniors 5:1 Cristian Palacios 3, 21, 68, 73k, Matías Vecino 46 – Richard Darío Núñez 40k                                                                 |
| 3 kwietnia 2011 | CA Peñarol – Tacuarembó 5:0 Juan Manuel Olivera 2, Fabián Estoyanoff 27, Jonathan Urretaviscaya 39, Antonio Pacheco D’Agosti 61, Mathías Corujo 86                                           |
| 3 kwietnia 2011 | Montevideo Wanderers – El Tanque Sisley Montevideo 5:1 Matías Quagliotti 26k, Jonathan Sandoval 48, 52, Maximiliano Rodríguez Maeso 78, Javier Cabrera 84 – Jorge Gabriel Álvez 16           |
| 3 kwietnia 2011 | CA Bella Vista – Liverpool Montevideo 2:4 Ignacio Nicolini 79k, Agustín Viana 85 – Hernán Figueredo 6, Maureen Javier Franco 10, Emiliano Alfaro 18, Cristian Martín Rodríguez 73            |

### Clausura 9
| Data             | Mecz |
| ---------------- | --- |
| 9 kwietnia 2011  | Fénix Montevideo – Montevideo Wanderers 2:2 Santiago Fosgt 8, Maximiliano Bajter 68 – Maximiliano Rodríguez Maeso 89, Juan José Blanco 90+2 |
| 9 kwietnia 2011  | CA Cerro – Miramar Miramar Misiones 1:1 Omar Mario Pérez 44 – Andrés Walter Rodríguez 85                                                    |
| 9 kwietnia 2011  | Danubio FC – CA Peñarol 0:1 Antonio Pacheco D’Agosti 33                                                                                     |
| 10 kwietnia 2011 | El Tanque Sisley Montevideo – CA Bella Vista 0:0                                                                                            |
| 10 kwietnia 2011 | Liverpool Montevideo – River Plate Montevideo 1:1 Johnatan Blanes 19 – José María Franco 55                                                 |
| 10 kwietnia 2011 | Rampla Juniors – Defensor Sporting 0:0 |
| 10 kwietnia 2011 | Racing Montevideo – Central Español Montevideo 1:1 Darío Larrosa 45 – Álex Silva 90+2                                                       |
| 10 kwietnia 2011 | Tacuarembó – Club Nacional de Football 0:3 Bruno Fornaroli 9, 53, Santiago Damián García 42                                                 |

### Clausura 10
| Data             | Mecz |
| ---------------- | --- |
| 16 kwietnia 2011 | Montevideo Wanderers – Central Español Montevideo 2:2 Jonathan Sandoval 42, Matías Quagliotti 85 – Darwin Ramírez 32, Cristian Palacios 45+1k                      |
| 16 kwietnia 2011 | Miramar Miramar Misiones – Rampla Juniors 1:2 Andrés Walter Rodríguez 78k – Richard Darío Núñez 65k, Matías Britos 80                                              |
| 16 kwietnia 2011 | CA Bella Vista – Racing Montevideo 1:0 Jonathan Alexis Pérez 5 |
| 16 kwietnia 2011 | River Plate Montevideo – Club Nacional de Football 4:2 Alexander Jesús Medina 32, 63k, Jonathan Ramírez 77, Fernando Correa 90+3 – Carlão 48, Marcelo Gallardo 75k |
| 17 kwietnia 2011 | Fénix Montevideo – Defensor Sporting 0:1 César David Texeira 61 |
| 17 kwietnia 2011 | CA Cerro – Tacuarembó 2:2 Guillermo de los Santos 43, Omar Mario Pérez 73 – Gastón Colman 35, Héctor Anselmo Vázquez 90                                            |
| 17 kwietnia 2011 | El Tanque Sisley Montevideo – Danubio FC 3:2 Antonio Nicolás Fernández 31, Miguel Murillo 40, Jorge Gabriel Álvez 46k – Diego Rafael Perrone 11, Álvaro Recoba 57  |
| 17 kwietnia 2011 | Liverpool Montevideo – CA Peñarol 2:4 Emiliano Alfaro 17, Renzo Pozzi 31 – Mathías Corujo 15, Alejandro Martinuccio 64, Diego Martín Alonso 88, Luis Aguiar 90+2   |

### Clausura 11
| Data             | Mecz |
| ---------------- | --- |
| 23 kwietnia 2011 | Liverpool Montevideo – El Tanque Sisley Montevideo 1:0 Emiliano Tellechea 4                                                               |
| 23 kwietnia 2011 | CA Bella Vista – Montevideo Wanderers 0:1 Carlos Rodrigo Núñez 79                                                                         |
| 23 kwietnia 2011 | Rampla Juniors – CA Peñarol 1:3 Matías Britos 24 – Juan Manuel Olivera 57, Antonio Pacheco D’Agosti 62, Fabián Estoyanoff 77              |
| 24 kwietnia 2011 | River Plate Montevideo – Miramar Miramar Misiones 2:1 Janderson Pereira 63, Fernando Correa 81k – Andrés Walter Rodríguez 66              |
| 24 kwietnia 2011 | CA Cerro – Fénix Montevideo 1:1 Fabián Trujillo 83 – Maximiliano Daniel Pérez 45                                                          |
| 24 kwietnia 2011 | Danubio FC – Tacuarembó 3:1 Diego Rafael Perrone 19, 87k, Leonardo Sebastián Melazzi 77 – Alberto Sebastián García 62                     |
| 24 kwietnia 2011 | Defensor Sporting – Racing Montevideo 3:0 Adrián Nicolás Luna 50k, 90+3, Adrián Argachá 77                                                |
| 24 kwietnia 2011 | Club Nacional de Football – Central Español Montevideo 3:1 Tabaré Viudez 8, Facundo Píriz 46, Nicolás Federico López 63 – Sergio Souza 82 |

### Clausura 12
| Data        | Mecz |
| ----------- | --- |
| 7 maja 2011 | Central Español Montevideo – Defensor Sporting 2:0 Andrés Pablo Fernández 20, Cristian Palacios 31                                                     |
| 7 maja 2011 | Montevideo Wanderers – CA Cerro 0:0 |
| 7 maja 2011 | Tacuarembó – Rampla Juniors 1:0 Héctor Anselmo Vázquez 19                                                                                              |
| 7 maja 2011 | Racing Montevideo – Danubio FC 6:0 Jean Pierre Barrientos 1, 50, Aníbal Hernández 8, Líber Quiñones 11k, Mathías Nicolás Abero 37, Sebastián Balsas 81 |
| 7 maja 2011 | Fénix Montevideo – Liverpool Montevideo 0:0 |
| 7 maja 2011 | El Tanque Sisley Montevideo – River Plate Montevideo 2:1 Gastón Martínez 34, Miguel Murillo 77 – Rodrigo Cabrera 80                                    |
| 8 maja 2011 | Miramar Miramar Misiones – CA Bella Vista 0:0 |
| 8 maja 2011 | CA Peñarol – Club Nacional de Football 0:1 Santiago Damián García 61                                                                                   |

### Clausura 13
| Data         | Mecz |
| ------------ | --- |
| 21 maja 2011 | Miramar Miramar Misiones – Liverpool Montevideo 0:4 Emiliano Alfaro 67, Maureen Javier Franco 76k, Carlos Rodrigo Núñez 82, 86                                     |
| 21 maja 2011 | Fénix Montevideo – CA Bella Vista 2:2 Santiago Fosgt 35, Alejandro Daniel Silva 79 – Ignacio Nicolini 14k, Jonathan Alexis Pérez 16                                |
| 21 maja 2011 | Danubio FC – Club Nacional de Football 0:1 Mauricio Ernesto Pereyra 46                                                                                             |
| 22 maja 2011 | River Plate Montevideo – Montevideo Wanderers 4:2 José María Franco 24, 33, Pablo Gaglianone 58, Janderson Pereira 89 – Ezequiel Vázquez 36, Emiliano Tellechea 76 |
| 22 maja 2011 | CA Cerro – El Tanque Sisley Montevideo 2:1 Matías Damián Alonso 35, 84 – Jorge Gabriel Álvez 17k                                                                   |
| 22 maja 2011 | Tacuarembó – Central Español Montevideo 2:1 Gastón Colman 50, 65 – Cristian Palacios 53                                                                            |
| 22 maja 2011 | Racing Montevideo – Rampla Juniors 3:2 Jean Pierre Barrientos 1, Líber Quiñones 16, 35 – Danilo Moreno Asprilla 38, Maximiliano Arias 80                           |
| 22 maja 2011 | Defensor Sporting – CA Peñarol 1:1 Sebastián Marcelo Suárez 35 – Rodrigo Pastorini 31                                                                              |

### Clausura 14
| Data         | Mecz |
| ------------ | --- |
| 28 maja 2011 | CA Bella Vista – CA Cerro 0:1 Gastón Filgueira 64 |
| 28 maja 2011 | Montevideo Wanderers – Liverpool Montevideo 1:0 Emiliano Tellechea 24                                                                                       |
| 28 maja 2011 | Club Nacional de Football – Defensor Sporting 3:0 Richard Aníbal Porta 7, Nicolás Federico López 71, 73                                                     |
| 29 maja 2011 | Fénix Montevideo – River Plate Montevideo 4:1 Juan Manuel Ortíz Prieto 5, Maximiliano Daniel Pérez 54, 87, Alejandro Daniel Silva 64 – Pablo Gaglianone 42k |
| 29 maja 2011 | El Tanque Sisley Montevideo – Miramar Miramar Misiones 4:1 Jorge Gabriel Álvez 27, 86, Gastón Martínez 35, Antoine Helha 57 – Leonardo Andrés Medina 89     |
| 29 maja 2011 | Racing Montevideo – Tacuarembó 3:2 Héctor Acuña 46, Diego Martín Zabala 50, Líber Quiñones 68 – Héctor Anselmo Vázquez 64, Ignacio la Luz 83                |
| 29 maja 2011 | Rampla Juniors – Danubio FC 0:0 |
| 29 maja 2011 | CA Peñarol – Central Español Montevideo 2:2 Rodrigo Viega 75, Andrés Pablo Fernández 78s – Cristian Palacios 16, Matías Vecino 90+1                         |

### Clausura 15
| Data           | Mecz |
| -------------- | --- |
| 4 czerwca 2011 | Miramar Miramar Misiones – Montevideo Wanderers 0:4 Emiliano Tellechea 24, 71, Walter Guglielmone 52, Javier Cabrera 56k       |
| 4 czerwca 2011 | Club Nacional de Football – Rampla Juniors 0:2 Danilo Moreno Asprilla 6, Julián Lalinde 22                                     |
| 5 czerwca 2011 | Defensor Sporting – Tacuarembó 1:0 César David Texeira 25                                                                      |
| 5 czerwca 2011 | Liverpool Montevideo – CA Cerro 0:2 Pablo Eduardo Caballero 57, Bosco Frontán 86                                               |
| 5 czerwca 2011 | River Plate Montevideo – CA Bella Vista 2:2 Federico Pérez 7, Pablo Gaglianone 80 – José Pablo Varela 44, Ignacio Nicolini 84k |
| 5 czerwca 2011 | El Tanque Sisley Montevideo – Fénix Montevideo 0:1 Santiago Fosgt 77                                                           |
| 5 czerwca 2011 | Central Español Montevideo – Danubio FC 1:0 Cristian Palacios 18                                                               |
| 5 czerwca 2011 | CA Peñarol – Racing Montevideo 0:1 Líber Quiñones 75                                                                           |

### Tabela Torneo Clausura 2010/11
| Poz | Klub                        | Mecze | Zw | Rem | Por | Pkt | BrZd | BrStr |
| --- | --------------------------- | ----- | -- | --- | --- | --- | ---- | ----- |
| 1   | Club Nacional de Football   | 15    | 11 | 1   | 3   | 34  | 32   | 13    |
| 2   | Defensor Sporting           | 15    | 8  | 4   | 3   | 28  | 19   | 12    |
| 3   | CA Peñarol                  | 15    | 8  | 3   | 4   | 27  | 28   | 20    |
| 4   | Fénix Montevideo            | 15    | 7  | 6   | 2   | 27  | 23   | 15    |
| 5   | Racing Montevideo           | 15    | 7  | 3   | 5   | 24  | 26   | 22    |
| 6   | Central Español Montevideo  | 15    | 6  | 5   | 4   | 23  | 26   | 17    |
| 7   | CA Cerro                    | 15    | 6  | 5   | 4   | 23  | 19   | 22    |
| 8   | Montevideo Wanderers        | 15    | 5  | 5   | 5   | 20  | 24   | 17    |
| 9   | Liverpool Montevideo        | 15    | 5  | 4   | 6   | 19  | 22   | 20    |
| 10  | Rampla Juniors              | 15    | 5  | 4   | 6   | 19  | 18   | 25    |
| 11  | Tacuarembó                  | 15    | 6  | 1   | 8   | 19  | 17   | 26    |
| 12  | River Plate Montevideo      | 15    | 5  | 2   | 8   | 17  | 29   | 34    |
| 13  | CA Bella Vista              | 15    | 3  | 6   | 6   | 15  | 16   | 18    |
| 14  | Danubio FC                  | 15    | 4  | 3   | 8   | 15  | 17   | 26    |
| 15  | El Tanque Sisley Montevideo | 15    | 4  | 1   | 10  | 13  | 19   | 30    |
| 16  | Miramar Miramar Misiones    | 15    | 2  | 3   | 10  | 9   | 12   | 30    |

## Sumaryczna tabela sezonu 2010/2011
| Poz | Klub                        | Mecze | Zw | Rem | Por | Pkt | BrZd | BrStr |
| --- | --------------------------- | ----- | -- | --- | --- | --- | ---- | ----- |
| 1   | Club Nacional de Football   | 30    | 19 | 6   | 5   | 63  | 60   | 31    |
| 2   | Defensor Sporting           | 30    | 17 | 7   | 6   | 58  | 50   | 25    |
| 3   | CA Peñarol                  | 30    | 15 | 7   | 8   | 52  | 52   | 37    |
| 4   | Fénix Montevideo            | 30    | 11 | 12  | 7   | 45  | 44   | 35    |
| 5   | CA Bella Vista              | 30    | 12 | 8   | 10  | 44  | 40   | 36    |
| 6   | CA Cerro                    | 30    | 10 | 12  | 8   | 42  | 34   | 39    |
| 7   | Montevideo Wanderers        | 30    | 10 | 11  | 9   | 41  | 44   | 33    |
| 8   | Danubio FC                  | 30    | 11 | 8   | 11  | 41  | 41   | 40    |
| 9   | El Tanque Sisley Montevideo | 30    | 12 | 5   | 13  | 41  | 40   | 48    |
| 10  | Central Español Montevideo  | 30    | 10 | 10  | 10  | 40  | 47   | 42    |
| 11  | Liverpool Montevideo        | 30    | 10 | 10  | 10  | 40  | 40   | 39    |
| 12  | Racing Montevideo           | 30    | 10 | 8   | 12  | 38  | 40   | 42    |
| 13  | River Plate Montevideo      | 30    | 10 | 5   | 15  | 35  | 45   | 57    |
| 14  | Rampla Juniors              | 30    | 7  | 10  | 13  | 31  | 37   | 52    |
| 15  | Tacuarembó                  | 30    | 7  | 3   | 20  | 24  | 27   | 58    |
| 16  | Miramar Miramar Misiones    | 30    | 4  | 8   | 18  | 20  | 26   | 53    |

## Mistrzostwo Urugwaju
Najpierw mistrzowie Apertury (Defensor Sporting) i Clausury (Club Nacional de Football) zmierzyli się o prawo do gry o mistrzostwo Urugwaju z najlepszą drużyną w tabeli sumarycznej (Club Nacional de Football).
| Półfinał: mistrz Apertury – mistrz Clausury |
| --- |
| Defensor Sporting – Club Nacional de Football 0:1 |
| 12 maja 2011 Montevideo Estadio Centenario Defensor Sporting – Club Nacional de Football 0:1 (0:1) Sędzia: Darío Agustín Ubríaco (William Casavieja, Raúl Hartwig) Bramki: 0:1 Tabaré Viudez 20 Żółte kartki: Néstor Emanuel Moiraghi 42, Diego Martín Rodríguez 48 / Gabriel Marques 39, Facundo Píriz 72 Czerwone kartki: Adrián Nicolás Luna 89 / – Defensor Sporting Club: Martín Silva – Damián Suárez, Mario Pablo Risso, Néstor Emanuel Moiraghi, Adrián Argachá – Eduardo Aranda, Sebastián Marcelo Suárez (Adrián Nicolás Luna 57), Diego Martín Rodríguez, Brahian Alemán (64 Ignacio Lores) – César David Texeira, Ignacio Risso Thomasset (68 Mauro Adrián Vila). Rezerwowi: Yonathan Irrazábal, Ramón Gines Arias, Diego Ferreira, Andrés José Fleurquin. Trener: Pablo Repetto. Club Nacional de Football: Rodrigo Martín Muñoz – Gabriel Marques, Alejandro Lembo, Sebastián Coates, Alexis Rolín – Matías Cabrera, Facundo Píriz, Mauricio Ernesto Pereyra – Tabaré Viudez (83 Nicolás Vigneri), Santiago Damián García (46 Nicolás Federico López), Richard Aníbal Porta (65 Marcelo Gallardo 65). Rezerwowi: Leonardo Fabián Burián, Maximiliano Calzada, Ánderson Silva, Jadson Viera. Trener: Juan Ramón Carrasco. |

| Finał |
| --- |
| Prawo do gry o mistrzostwo Urugwaju zdobył klub Club Nacional de Football i jako jednocześnie najlepszy w tabeli sumarycznej, zdobył mistrzostwo Urugwaju. |

Mistrzem Urugwaju w sezonie 2010/11 został klub Club Nacional de Football. Klub Defensor Sporting został wicemistrzem Urugwaju.

### Klasyfikacja strzelców bramek
| Gole | Piłkarz                   | Klub                                  |
| ---- | ------------------------- | ------------------------------------- |
| 23   | Santiago Damián García    | Club Nacional de Football             |
| 16   | Cristian Palacios         | Central Español Montevideo            |
| 12   | Maximiliano Daniel Pérez  | Fénix Montevideo                      |
| 11   | Diego Martín Alonso       | CA Peñarol                            |
| 11   | Rodrigo Mora              | Defensor Sporting                     |
| 9    | Jean Pierre Barrientos    | Racing Montevideo                     |
| 9    | Diego Rafael Perrone      | Danubio FC                            |
| 9    | Ignacio Risso Thomasset   | Defensor Sporting                     |
| 9    | Federico Martín Rodríguez | CA Bella Vista                        |
| 8    | Alfredo Nicolás Guevara   | Rampla Juniors / Liverpool Montevideo |
| 8    | Federico Puppo            | River Plate Montevideo                |
| 8    | Líber Quiñones            | Racing Montevideo                     |